# Дитрих фон Грюнинген
Ди́трих фон Грю́нинген, также известен как Дитрих Гронинген (нем. Dietrich von Grüningen; 1210, Тюрингия — 3 сентября 1259) — ландмейстер Тевтонского ордена в Германии (1254—1256 годы), в Пруссии (1246—1259 годы) и Ливонии (1238—1242 и 1244—1246 годы). Основал несколько замков в нынешней Латвии, распространял католичество на языческие племена Прибалтики.

## Биография
Его предки были ландграфами Тюрингии. Поступив в Орден меченосцев, в 1237 году был замечен великим магистром Тевтонского ордена Германом фон Зальцей и претендовал на должность ландмейстера в Ливонии. Однако не смог занять столь важный пост сразу из-за своего возраста (27 лет) и непродолжительной службы в ордене (с 1234 года).
В 1238 году заменил на этом посту Германа фон Балка (в качестве «исполняющего обязанности»), и находился у власти в Ливонии на протяжении более 10 лет (в некоторых источниках даже до 1251 года).

В 1240 году начал активные боевые действия на территории куршей. Об этом свидетельствует «Ливонская хроника» Германа Вартберга: 

В лето Господне 1240 года замещающий должность магистра брат Дитрих Гронинген покорил снова Курляндию, выстроил в ней два замка Голдинген (Кулдига) и Амботен (Эмбуте) [1245], и побудил куронов к принятию святого крещения добротою и силою, за что он и получил от легата папы преосвященного Вильгельма и затем от святейшего папы Иннокентия утверждение на право владения двумя третями Курляндии [7 и 9 февраля 1245], так что прежний договор, заключенный о Курляндии с братьями рыцарства, или какой либо другой, не имел уже силы по сравнению с этим. Он заключил также условие с преосвященным епископом эзельским о землях Сворве и Коце, далее о том, что деревня Легальс должна наполовину принадлежать братьям [1242].

 Кроме этого им был основан латышский замок Дундага. В честь этого события при входе в замок стоит скульптура Дитриха фон Грюнингена во весь рост.
Его нахождение в пределах Ливонии было непостоянным. В 1240 году он начал боевые действия против Новгорода, однако сам отправился в Венецию на выборы великого магистра Тевтонского ордена вместо Германа фон Зальцы. 7 апреля 1240 года находился в Мергентхайме в окружении выбранного на пост великого магистра Конрада Тюрингского.
Несмотря на то, что являлся ливонским ландмейстером во время битвы на Чудском озере (5 апреля 1242), участия в ней не принимал, так как находился с орденскими войсками, действовавшими против куршей и литовцев на территории Курляндии. Войсками ордена в этом сражении командовал Андреас фон Вельвен, вице-ландмейстер ордена в Ливонии в это время. Этим же 1242 годом датируется договор Дитриха фон Грюнингена и епископа Эзеля Генриха о разделе владений в Вике.
Находясь в должности ландмейстера ордена в Пруссии в 1246 году вместе с военным отрядом немецкого города Любека совершил поход в Самбию. В 1255 году, во время похода чешского короля Оттокара II Пржемысла в Пруссию, присоединился к основному войску недалеко от устья Вислы. За время его командования братьями ордена в Пруссии, в его подчинении находилось больше всего вице-ландмейстеров (заместителей) из-за того, что практически в одно и то же время Дитрих фон Грюнинген являлся ландмейстером всех трёх «больших» частей ордена.